# Saint-Rémy-au-Bois
Saint-Rémy-au-Bois település Franciaországban, Pas-de-Calais megyében. Lakosainak száma 106 fő (2022. január 1.). Saint-Rémy-au-Bois Campagne-lès-Hesdin, Buire-le-Sec, Douriez, Gouy-Saint-André, Maintenay és Saulchoy községekkel határos.

## Népesség
A település népessége az elmúlt években az alábbi módon változott:
| Lakosok száma | 105  | 102  | 104  | 101  | 103  | 105  | 105  | 107  | 106  |
|               | 2013 | 2015 | 2016 | 2017 | 2018 | 2019 | 2020 | 2021 | 2022 |